# Elihu Yale
Elihu Yale (Boston, 5 aprile 1649 – Londra, 8 luglio 1721) fu il primo benefattore del College del Connecticut, che da lui trasse il nome attuale di Yale University.

## Biografia
Nato a Boston da un'importante famiglia di coloni di origini gallesi, divenne socio della Compagnia Inglese delle Indie Orientali e, per circa vent'anni, risiedette a Madras, di cui fu anche presidente (1684-1685 e 1687-1692). Accumulò illecitamente una cospicua fortuna e nel 1692 venne rimosso dalla carica.
Nel 1718 venne contattato da Cotton Mather che chiese il suo contributo per la costruzione della nuova sede del College del Connecticut a New Haven: Yale donò la somma di 560 sterline e una vasta raccolta di libri alla neonata istituzione, che da lui prese il nome.
Morì in Gran Bretagna e venne sepolto presso la chiesa di St. Giles di Wrexham: la Wrexham Tower dell'università Yale riproduce il campanile della chiesa di St. Giles.